# Sigrid Baffert
Sigrid Baffert, née à Lyon le 31 juillet 1972, est une écrivaine et parolière française.

## Biographie
Sigrid Baffert a suivi des études de cinéma et de théâtre, tout en écrivant ses premières chansons et histoires pour enfants. Ses vacations dans les musées parisiens lui ont inspiré la chanson Ballade pour une gardienne de musée, interprétée par Serge Reggiani, sur une musique d’Alain Goraguer.
En 2001, son roman Ces ouvriers aux dents de lait aborde le travail des enfants.
En 2009, elle écrit Halb, l'autre-moitié, un conte musical avec le clarinettiste et compositeur Alexis Ciesla. Le livre-CD de Halb, paru en 2014 et raconté par Elsa Zylberstein, est nommé Coup de cœur de l'Académie Charles-Cros 2014,, et reçoit le Prix du livre audio 2014 Lire dans le Noir,,. La même année, elle participe à l'écriture collective de la série pour adolescents Blues Cerises, dont elle rédige Amos.
En 2014, elle débute la série Igor et Souky illustrée par Sandrine Bonini, des albums jeunesse sur la découverte de sites remarquables de France et les relations familiales, "à mi-chemin entre le carnet, la bande dessinée et le documentaire",,.
S'en suit la parution de son roman Coup de meltem qui interroge le don anonyme, la Procréation Médicalement Assistée et la construction de soi, et traite autant du lien familial que de la maladie, du désir et de l'urgence de vivre, sans apporter de réponse toute faite ou de morale définitive.
En 2016 paraît le premier livre de sa trilogie Krol le fou,
avec l’illustratrice Aurore Callias, sélectionné pour les Pépites du SLPJ 2016et pour le Prix Sorcières 2017. En 2018, Krol le fou qui ne savait plus voler remporte le Prix Handi-Livres et le Prix Janusz Korczak,.
En 2018, en collaboration avec le compositeur Alexis Ciesla, elle écrit Loin de Garbo, un conte publié sous deux formes : un spectacle musical et un livre-CD, illustré par Natali Fortier et raconté par Jean-Pierre Darroussin.
Loin de Garbo, qui évoque la vie et l’exil d’un jeune couple fuyant la montée de la dictature,
reçoit le Grand Prix de l'Académie Charles-Cros 2018 ainsi que le Prix du livre audio jeunesse Lire dans le Noir 2019.
Cette même année est publié Tous les bruits du monde, un roman d'aventures. L'histoire qui s'ouvre sur un crime d’honneur en Calabre interroge l'exil forcé, la complexité de l’amour maternel, les relations familiales, la transmission et le langage, et aborde en particulier la condition des jeunes sourds en France à la Belle Époque,. Le roman est sélectionné pour le Grand Prix du roman Jeunesse 2019 de la Société des Gens de Lettres.
En 2024, elle remporte la pépite fiction ados du Salon du livre jeunesse de Montreuil,, pour La Danse sauvage d'Harmonie Stark écrit avec Jean-Michel Payet,. Le roman, un thriller sous la forme d'un western, raconte l'histoire d'enfants à la recherche de la Vipère, qu'ils soupçonnent d'avoir tué leur père adoptif et les autres enfants que ce dernier avait recueillis. Le roman aborde les thèmes du consentement et des violences faites aux femmes,.
Parallèlement, elle va à la rencontre des jeunes lecteurs,,,.

## Publications
- Ballade pour une gardienne de musée, in Les regrets différés, 1999, éd. Tréma, interprétée par Serge Reggiani, musique Alain Goraguer[38].

### Romans
- Verlaine Courandair, coiffeur ambulant (ill. Aurore Callias), l'école des loisirs, coll. « Mouche », 2025 (ISBN 978-2-211-33778-6, BNF 48547562).
- avec Jean-Michel Payet, La danse sauvage d'Harmonie Stark, l'école des loisirs, coll. « M+ », 2024 (ISBN 978-2-211-23697-3).
- Krol, le fou qui mangeait les étoiles (ill. Aurore Callias), l'école des loisirs, coll. « Mouche », 2020 (ISBN 978-2-211-30589-1, BNF 46568337).
- La Chose du MéHéHéHé (ill. Jeanne Macaigne), MeMo, coll. « Polynie », 2019 (ISBN 978-2-35289-441-4, BNF 45786287)[39].
- Tous les bruits du monde, Milan, 2018 (ISBN 978-2-7459-9768-5, BNF 45551431)[40].
- La marche du baoyé (ill. illustrations Adrienne et Léonore Sabrier), MeMo, coll. « Polynie », 2018 (ISBN 978-2-35289-372-1, BNF 45463883)[41].
- Krol, le fou qui ne savait plus voler (ill. Aurore Callias), l'école des loisirs, coll. « Mouche », 2017 (ISBN 978-2-2112-3118-3, BNF 45241889).
- Krol, le fou (ill. Aurore Callias), l'école des loisirs, coll. « Mouche », 2016 (ISBN 978-2-211-22571-7, BNF 44527128).
- La fille qui avait deux ombres, l'école des loisirs, coll. « Medium », 2015 (ISBN 978-2-211-21738-5, BNF 44285071)[42].
- Coup de meltem, La joie de lire, coll. « Encrage », 2014 (ISBN 978-2-88908-221-6, BNF 43833733)[43].
- avec Jean-Michel Payet, Maryvonne Rippert et Cécile Roumiguière, Blue Cerises 4 : Lune Bleue, Milan, 2012 (ISBN 978-2-7459-5636-1, BNF 42609456)[8].
- avec Jean-Michel Payet, Maryvonne Rippert et Cécile Roumiguière, Blue Cerises 3 : La minute papillon, Milan, 2012 (ISBN 978-2-7459-5622-4, BNF 42589138).
- avec Jean-Michel Payet, Maryvonne Rippert et Cécile Roumiguière, Blue Cerises 2 : Rôde movie, Milan, 2011 (ISBN 978-2-7459-5503-6, BNF 42529762)[44].
- avec Jean-Michel Payet, Maryvonne Rippert et Cécile Roumiguière, Blue Cerises 1 : L'ange des toits, Milan, 2011 (ISBN 978-2-7459-5502-9, BNF 42516035).
- sous le pseudonyme de Walter Spock, TALAM : L'homme-termite, Milan, 2010 (ISBN 978-2-7459-3827-5, BNF 42225028).
- Ève et la pomme de Newton, Seuil, 2006 (ISBN 2-02-085825-8, BNF 40122047).
- On n'arrête pas les comètes, Éditions Syros (2005)  (ISBN 2-7511-0106-2) - Encre bleue éd. (2006) (ISBN 2-84379-357-2) - Éditions du Seuil (2009)  (ISBN 978-2-02-098235-1).
- C’est toujours mieux là-bas, Lamartinière, coll. « Confessions », 2004 (ISBN 2-7324-3212-1, BNF 39259845).
- Mon frère et demi, Syros, coll. « Tempo », 2004 (ISBN 2-7485-0183-7, BNF 39158698).
- Train de nuit (ill. Frederick Peeters), Bayard, coll. « J'aime Lire + », 2003 (ISBN 2-7470-2045-2, BNF 40141243).
- Avec des si on mettrait Chicago d'une canette de Coca, Syros, coll. « Les uns les autres », 2003 (ISBN 2-7485-0171-3, BNF 39015764).
- Ces ouvriers aux dents de lait, Éditions Syros coll. « J'accuse » (2001)  (ISBN 2-84146-962-X) - Éditions Le Chardon Bleu coll. « Largevision »(2003) (ISBN 2-86833-406-7).
- Pas de printemps pour maman, Syros, coll. « Les uns les autres », 2001 (ISBN 2-84146-846-1, BNF 37213841).
- Panique sur la rivière, Syros, 2000 (ISBN 2-84146-775-9, BNF 37181094).
- Laisse tomber la neige, Syros, 2000 (ISBN 2-84146-869-0, BNF 37197840).
- Mère : détective privée, Syros, coll. « Les Minis Syros », 2000 (ISBN 2-84146-818-6, BNF 37106543).
- En roues libres, Syros, coll. « Les uns les autres », 1999 (ISBN 2-84146-680-9, BNF 36975239).

### Albums illustrés et livres-CD
- Igor et Souky à Paris (ill. Sandrine Bonini), les Éditions des Éléphants, 2021 (ISBN 978-2-37273-099-0, BNF 46783712).
- Igor et Souky en classe de mer (ill. Sandrine Bonini), les Éditions des Éléphants, 2019 (ISBN 978-2-37273-083-9, BNF 45727375).
- Igor et Souky à la conquête de l'espace (ill. Sandrine Bonini), les Éditions des Éléphants, 2018 (ISBN 978-2-37273-044-0, BNF 45512220).
- Sigrid Baffert, Alexis Ciesla (Composition musicale) et Jean-Pierre Darroussin (lecture) (ill. Natali Fortier), Loin de Garbo [Multimédia multisupport] (livre et CD musical), Éditions des Braques, 2018, 53 p. (ISBN 978-2-918911-89-0, EAN 9782918911890, BNF 45656245)
- Mamina m'a dit (ill. Véronique Vernette), Un chat la nuit éditions, 2017 (ISBN 978-2-9554030-4-4, BNF 45384229).
- Igor et Souky au château de Versailles (ill. Sandrine Bonini), les Éditions des Éléphants, 2017 (ISBN 978-2-37273-030-3, BNF 45324079).
- Igor et Souky et les ombres de la caverne (ill. Sandrine Bonini), les Éditions des Éléphants, 2016 (ISBN 978-2-37273-022-8, BNF 45055813).
- Igor et Souky au Centre Pompidou (ill. Sandrine Bonini), les Éditions des Éléphants, 2016 (ISBN 978-2-37273-023-5, BNF 45065798).
- Igor et Souky à l'opéra (ill. Sandrine Bonini), les Éditions des Éléphants, 2015 (ISBN 978-2-37273-007-5, BNF 44431091)[45].
- Igor et Souky dans les égouts (ill. Sandrine Bonini), les Éditions des Éléphants, 2015 (ISBN 978-2-37273-008-2, BNF 44431298).
- Juste à côté de moi (ill. Julien Billaudeau), La Joie de Lire, 2015 (ISBN 978-2-88908-265-0, BNF 44316064).
- Igor et Souky au zoo de Paris (ill. Sandrine Bonini), les Éditions des Éléphants, 2015 (ISBN 978-2-37273-005-1, BNF 44328263).
- Igor et Souky à la Tour Eiffel (ill. Sandrine Bonini), les Éditions des Éléphants, 2015 (ISBN 978-2-37273-004-4, BNF 44328265).
- Sigrid Baffert, Alexis Ciesla (Composition musicale) et Elsa Zylberstein (lecture) (ill. Stéphane-Yves Barroux), Halb, l'autre moitié [Multimédia multisupport] (livre et CD musical), Éditions des Braques, 2014, 33 p. (ISBN 978-2-918911-51-7, EAN 9782918911517, BNF 43806627)
- La princesse au grain de riz (ill. Frédéric Rébéna), Le Sorbier, coll. « La photo de classe », 2010 (ISBN 978-2-7320-3958-9, BNF 42214603).
- Dans la tête de monsieur Adam ou comment naissent les histoires (ill. Jean-Michel Payet), Milan, 2010 (ISBN 978-2-7459-4241-8, BNF 42286082)[46].
- La dent de gazelle (ill. Frédéric Rébéna), Le Sorbier, coll. « La photo de classe », 2009 (ISBN 978-2-7320-3943-5, BNF 41492062).
- Maman de nuit (ill. Frédéric Rébéna), Le Sorbier, coll. « La photo de classe », 2009 (ISBN 978-2-7320-3913-8, BNF 41454552).
- Mon histoire préférée (ill. Frédéric Rébéna), Le Sorbier, coll. « La photo de classe », 2008 (ISBN 978-2-7320-3910-7, BNF 41342067).
- Hôtel de la terre (ill. Julien Rosa), Seuil jeunesse, 2007 (ISBN 978-2-02-093233-2, BNF 41015563).

### Créations collectives en résidence
- Les Pontgolfiers, 2011-2012, conte musical créé avec le Réseau des Bibliothèques, l'École de musique du Val de Nièvre, et la Compagnie Les gOsses.
- La vie bretzel, 2009-2010, conte musical créé avec La Fête du Livre de Montbrison, le CRILJ Loire, la Maîtrise du Conseil Général de la Loire et le CNL.

## Théâtre
En 2019, Sigrid Baffert écrit Les Falopes, une pièce en un acte sur une idée originale et une mise en scène de Karine Dedeurwaerder de la Compagnie les gOsses, qui, "lasse des observatoires hurlant l’inégalité entre hommes et femmes dans le milieu professionnel », décide de mettre en lumière le travail de femmes rencontrées au fil du temps : elle commande ainsi la pièce à une autrice pour cinq comédiennes et un comédien. L’histoire met en scène cinq captives et leur geôlier ; toutes les prisonnières ont un point commun, ce sont des Falopes, nom donné pour avoir ligaturé leurs trompes afin de défier le régime en place qui envoie systématiquement les garçons à la guerre et insémine les filles dès leur puberté.

## Prix et distinctions
- Sélection Prix A-Fictionados 2025 pour La danse sauvage d'Harmonie Stark, co-écrit avec Jean-Michel Payet, l'école des loisirs, 2024.
- Pépite 2024 fiction ados Salon du livre et de la presse jeunesse[49], La danse sauvage d'Harmonie Stark, co-écrit avec Jean-Michel Payet, l'école des loisirs, 2024.
- Prix du livre audio 2019 Lire dans le Noir, Loin de Garbo, éd. des Braques, 2018[50].
- Sélection Grand Prix SGDL Roman Jeunesse 2019[40], Tous les bruits du monde, Milan, 2018.
- Grand Prix de l'Académie Charles Cros 2018, Loin de Garbo, éd. des Braques, Victorie Music 2018[51].
- Prix Handi-Livres 2018[52], Krol, le fou qui ne savait plus voler, l'école des loisirs, 2017.
- Prix Janusz Korczak 2018[20], Krol, le fou qui ne savait plus voler, l'école des loisirs, 2017.
- Sélection Prix Sorcières 2017, Krol le fou, l'école des loisirs, 2016[53].
- Prix du livre audio 2014 Lire dans le Noir[54], Halb, l'autre moitié, éd. des Braques, 2014.
- Coup de cœur de l'Académie Charles Cros 2014, Halb, l'autre moitié, éd. des Braques, Victorie Music 2014.
- Prix du Roman jeunesse, Ministère de la Jeunesse et des Sports 2002[55] (sur manuscrit anonyme), Avec des si on mettrait Chicago dans une canette de Coca, Syros 2001.